# 川越町
川越町（日语：／ Kawagoe chō */?）是位於日本三重縣北部鄰伊勢灣的行政區劃，轄區大致位於員弁川和朝明川兩個河川的河口之間，在三重縣內為面積第二小的行政區劃，僅大於北側的朝日町。
在沿海區域有捷熱的川越火力發電廠，其每年繳交的物業稅也成為町內主要的財政來源。

## 人口
| 川越町人口分布圖 |                                               |  |
| 川越町與日本全國年齡別人口分布比較圖 （2005年資料） | 川越町的年齡、男女別人口分布圖 （2005年資料） |  |
| ■紫色是川越町 ■綠色是全国 | ■藍色是男性 ■紅色是女性                       |  |
| 川越町人口變化 \| 1970年 \| 10,605人 \| \| \| 1975年 \| 11,078人 \| \| \| 1980年 \| 10,645人 \| \| \| 1985年 \| 10,403人 \| \| \| 1990年 \| 9,988人 \| \| \| 1995年 \| 10,863人 \| \| \| 2000年 \| 11,782人 \| \| \| 2005年 \| 13,048人 \| \| \| 2010年 \| 14,003人 \| \| \| 2015年 \| 14,752人 \| \| \| 2020年 \| 15,123人 \| \| |                                               |  |
| 資料來源：日本總務省統計中心提供之人口普查數據 |                                               |  |
| 1970年 | 10,605人                                      |  |
| 1975年 | 11,078人                                      |  |
| 1980年 | 10,645人                                      |  |
| 1985年 | 10,403人                                      |  |
| 1990年 | 9,988人                                       |  |
| 1995年 | 10,863人                                      |  |
| 2000年 | 11,782人                                      |  |
| 2005年 | 13,048人                                      |  |
| 2010年 | 14,003人                                      |  |
| 2015年 | 14,752人                                      |  |
| 2020年 | 15,123人                                      |  |

## 歷史
川越町的轄區過去在令制國時代屬於伊勢國朝明郡，在江戶時代為桑名藩的領地，約有半數區域是在江戶時代透過围垦自伊勢灣取得的新生土地。
19世紀末明治維新於1871年實施廢藩置縣後，隸屬桑名縣，但僅四個月後的府縣整併中被整併入安濃津縣，而後安濃津縣又更名為三重縣。
1889年日本實施町村制，將位於員弁川河口和朝明川河口之間的豐田一色村、南福崎村、龜崎新田、龜尾新田、龜須新田、北福崎村以及位於朝明川河口以南的高松村、豐田村整併為一個村，由於新村的轄區跨越了朝明川，因而命名為「川越」。
1961年川越村升格改制為川越町。

## 交通

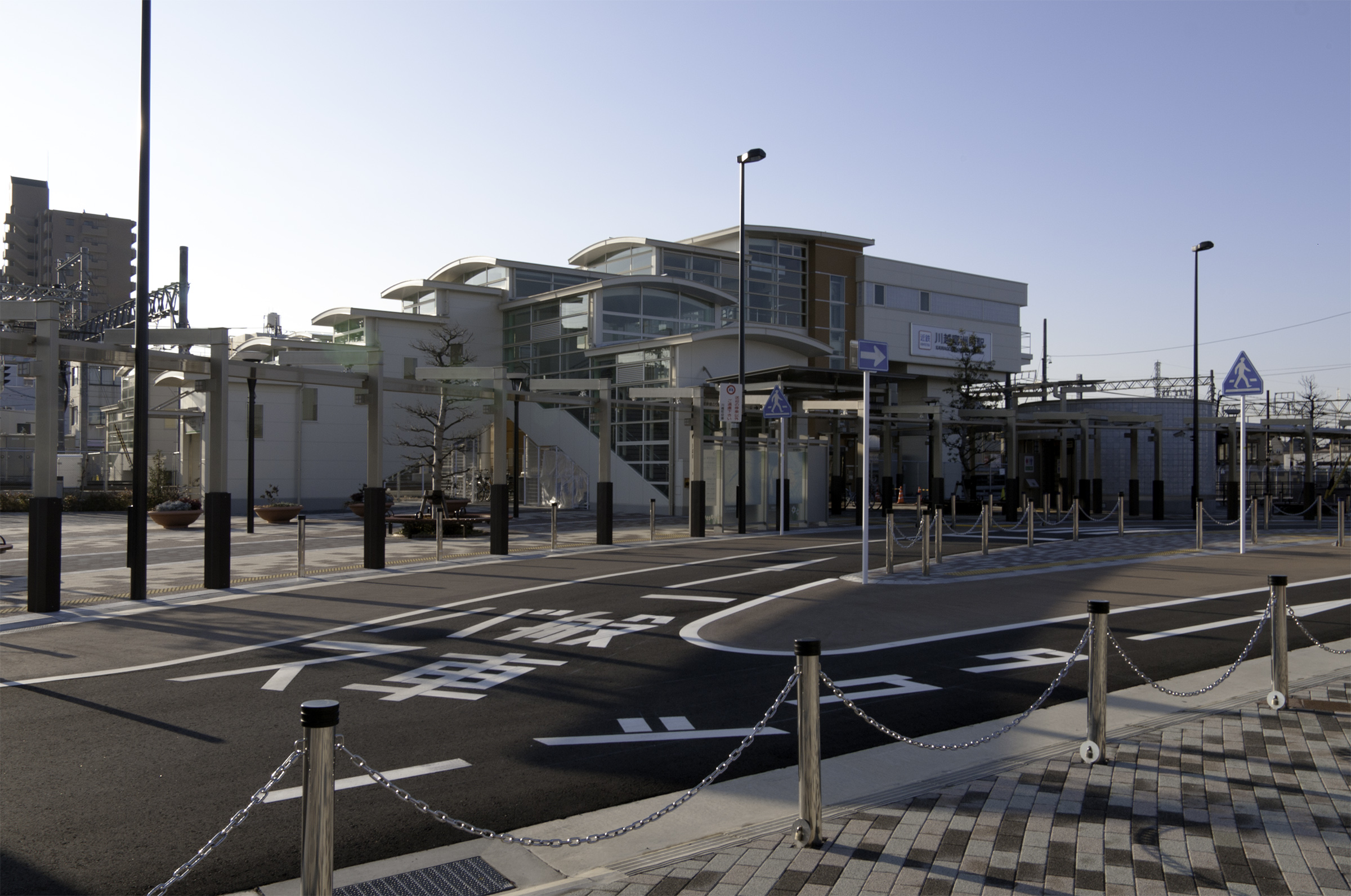
川越富洲原車站

近畿日本鐵道名古屋線以南北向通過轄區的西部，設有川越富洲原車站。
公路則有伊勢灣岸自動車道以東西向川過整個轄區，並在轄內設有三重川越交流道，往東可接入新東名高速公路及東海環狀自動車道並進入愛知縣東部區域，往西則可接入東名阪自動車道和新名神高速道路，再前往三重縣南部或是滋賀縣南部。
轄內的路線客運由町營的社區巴士互動巴士負責營運。

### 鐵路
- 近畿日本鐵道
  - 名古屋線：（←朝日町） - 川越富洲原車站 - （四日市市→）

### 公路
- 三重川越交流道：（桑名市） - 三重川越交流道 - （四日市市）

## 教育
由於轄區面積不大，町內僅有三重縣立川越高等學校一所高中、川越町立川越中學校一所初中，以及川越町立川越北小學校、川越町立川越南小學校兩所小學。

## 觀光資源

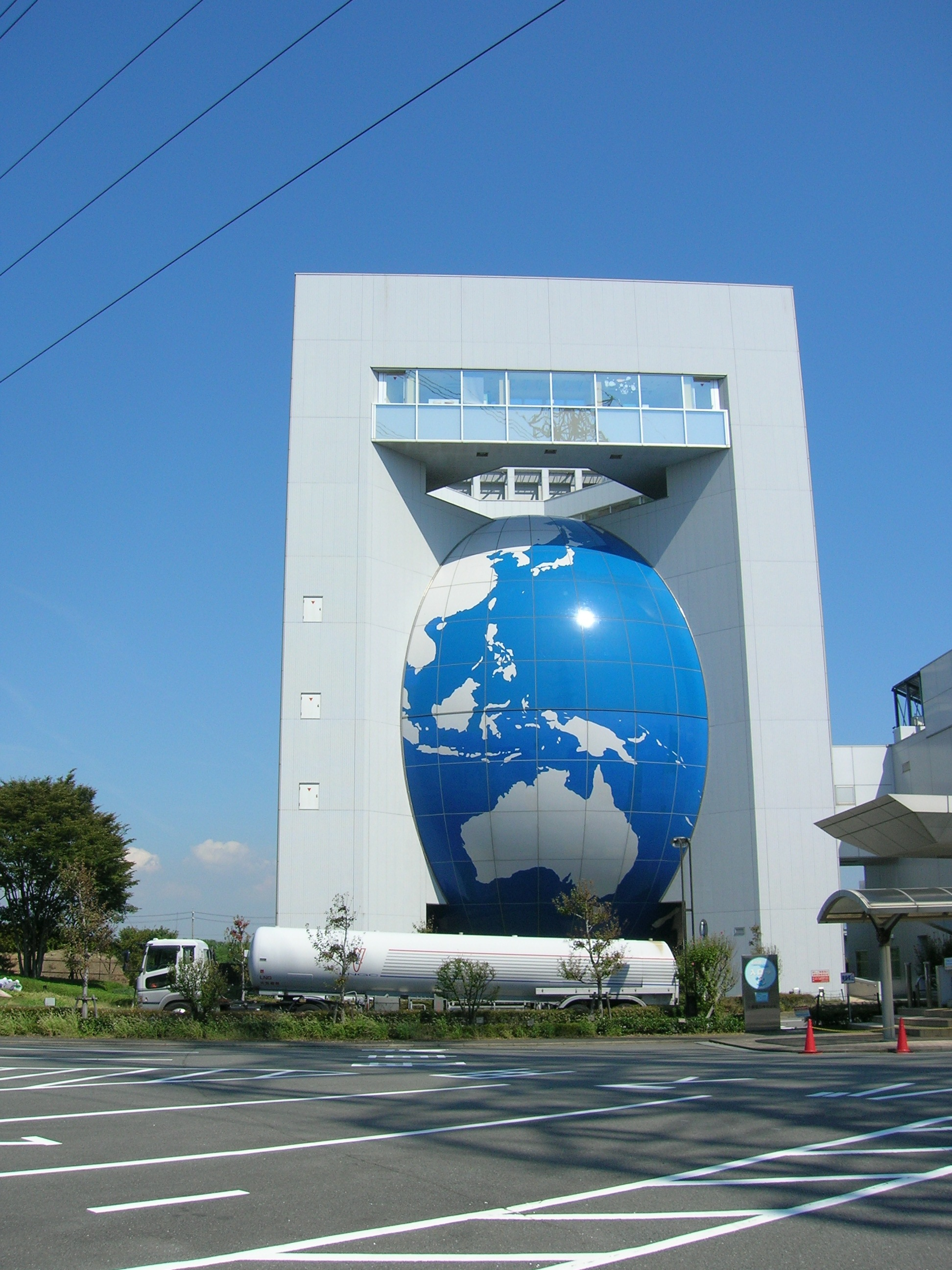
川越電力館地球46

轄內的川越火力發電所在1996年設立了以電力為主題的博物館－川越電力館地球46。

## 外部連結
- （日語） YouTube上的川越町頻道